# Anna Loddo
Anna Loddo (Carbonia, ...) è una cantante italiana.

## Biografia
Fin da piccola si è dedicata allo studio della musica, del canto e del solfeggio. La sua voce, limpida, potente, carica di pathos, le ha permesso di contribuire in modo decisivo alla diffusione del folk sardo in Italia e nel Mondo. 
Ha vinto numerosi Concorsi Nazionali ed Internazionali, oltre a 2 medaglie d'oro (Napoli e Palermo).
Tuttavia, il suo traguardo più importante è stato segnato dalla vittoria del Concorso Nazionale indetto dalla RAI TV "Alla ricerca del folklore Italiano", al quale parteciparono ben 20.000 concorrenti. Fra le 10 finaliste, Anna Loddo vinse per la Regione Sardegna.
A partire da quel momento l'artista venne lanciata a livello sia nazionale che internazionale e promossa presso il grande pubblico.
Partecipò, inoltre, ad altri importanti programmi televisivi su rete nazionale, quali: Adesso musica su Rai Uno, Un'ora con voi con Corrado, Canto popolare con Lilian Terry, Natale '76, L'altra campana con Enzo Tortora, Fantastico 5 con Pippo Baudo.
Nel 1976 Radiouno le dedica lo speciale Anna Loddo in canti della sua terra
Seguirono importanti premi e riconoscimenti, tra cui: il premio "Il Trampolino d'Oro" (Porto Conte, 1972); il Premio "Il Paroliere '76", indetto dall'Ente Provinciale del Turismo di Monticelli (Parma) che la incoronò come la cantante folk più rappresentativa della Sardegna (nell'arco della stessa serata vennero premiati , tra gli altri, artisti come Claudio Baglioni, Riccardo Cocciante, Sandro Giacobbe, Tony Santagata); il Premio "Umberto Moriconi" (Roma, 16 aprile 1977); il Premio "Barbetta d'Oro"; il Premio "Il Gabbiano d'Oro" (Roma, 28 febbraio 1979).
Il 1º luglio 2009 si esibisce all'anfiteatro romano di Cagliari durante il concerto di Noa, assieme alla quale canta, in uno struggente e straordinario duetto, la bellissima No potho reposare. Tra i numerosi artisti con cui ha condiviso il palco, vi sono: Maria Carta, Rosa Balistreri, Otello Profazio, Roberto Murolo, Lando Fiorini, Compagnia di Canto Popolare, Aurelio Fierro, Peppino di Capri, Angela Luce, Gabriella Ferri, Concetta e Peppe Barra, Tony Renis e tanti altri.
Attualmente vive a Cagliari.

## Discografia

### Album
- Anna Loddo Sardegna (Fonit Cetra);
- Tremolio di canne (Fonit Cetra);
- Anna Loddo in concerto (Aedo)
- A unu frade sorridente (Aedo)

### Singoli
- Es nadu su bambinu (Aedo).